# Harit Cheewagaroon
Harit Cheewagaroon (tiếng Thái: หฤษฎ์ ชีวการุณ, phiên âm: Ha-rít Chi-va-ca-run, sinh ngày 8 tháng 3 năm 1997) còn có nghệ danh là Sing (ซิง), là một diễn viên và ca sĩ người Thái Lan trực thuộc GMMTV. Anh được biết đến với vai chính Ohm trong The Gifted (2018) và các vai phụ Per trong Love Sick: The Series (2014) và Din trong Senior Secret Love: Puppy Honey (2016).

## Tiểu sử và học vấn
Sing sinh ra ở Băng Cốc, Thái Lan. Anh hoàn thành chương trình giáo dục trung học tại trường Cao đẳng Bangkok Christian. Tại đây, anh đã tham gia và giành giải cao nhất tại concert Siam Kolkarn Family Popular Music 2012. Năm 2020, anh tốt nghiệp với bằng cử nhân Nghệ thuật Truyền thông tại Đại học Bangkok cùng với Thiti Mahhotaruk (Bank).

## Sự nghiệp
Sing bắt đầu sự nghiệp diễn xuất của mình vào năm 2014 với vai phụ trong Love Sick: The Series (2014–2015). Sau đó, anh trở thành nghệ sĩ trực thuộc GMMTV và tham gia một số bộ phim truyền hình như Senior Secret Love: Puppy Honey (2016), Slam Dance (2017), The Gifted (2018) và He's Coming To Me (2019).
Mới đây nhất, anh thủ vai GD trong One Night Steal (2019) và Chaowat (Pete) trong Who Are You (2020). và The Gifted graduation (2020)

## Các phim tham gia

### Phim truyền hình và TV show
| Năm  | Tên phim                          | Vai            | Ghi chú          | Ref.          |
| ---- | --------------------------------- | -------------- | ---------------- | ------------- |
| 2014 | Love Sick: The Series             | Per            | Vai phụ          | [ 1 ]         |
| 2015 | Love Sick Season 2                | Per            | Vai phụ          |               |
| 2016 | Senior Secret Love: Puppy Honey   | Din            | Vai phụ          |               |
| 2016 | Love Songs Love Series: Summer    |                | Vai phụ          |               |
| 2016 | Little Big Dream                  |                | Khách mời        |               |
| 2017 | Senior Secret Love: Puppy Honey 2 | Din            | Vai phụ          | [ 10 ]        |
| 2017 | Slam Dance                        | Nick           | Vai phụ          | [ 5 ]         |
| 2017 | My Dear Loser: Edge of 17         | Jued           | Vai phụ          |               |
| 2017 | My Dear Loser: Monster Romance    | Jued           | Vai phụ          | [ 11 ] [ 12 ] |
| 2017 | My Dear Loser: Happy Ever After   | Jued           | Khách mời        | [ 13 ]        |
| 2018 | School Rangers                    |                | Host             | [ 14 ]        |
| 2018 | Beauty & The Babes My First Date  |                | Host             |               |
| 2018 | The Gifted                        | Ohm Wichai     | Vai chính        | [ 6 ] [ 15 ]  |
| 2019 | Wolf                              | Kon            | Vai phụ          | [ 16 ]        |
| 2019 | He's Coming to Me                 | Khiaokhiem     | Vai phụ          | [ 7 ]         |
| 2019 | 3 Will Be Free                    | James          | Vai phụ          | [ 17 ]        |
| 2019 | One Night Steal                   | GD             | Vai phụ          | [ 8 ]         |
| 2020 | Angel Beside Me                   |                | Khách mời        |               |
| 2020 | Who Are You                       | Chaowat (Pete) | Vai phụ          | [ 9 ]         |
| 2020 | The Gifted: Graduation            | Ohm Wichai     | Vai chính        | [ 18 ]        |
| 2021 | The Comments                      | Pok            | Vai phụ          | [ 19 ]        |
| 2021 | Not Me                            | Tod            | Vai phụ          |               |
| 2021 | The Revenge                       | Pat            | Vai phụ          |               |
| 2022 | The Warp Effect                   | See-Ew         | Vai phụ          |               |
| 2022 | UMG                               | O              | Vai phụ          |               |
| 2022 | Safe House 4                      |                | Thành viên chính | [ 20 ]        |
| 2023 | Cherry Magic                      | Rock           | Vai phụ          |               |

## Âm nhạc
| Năm  | Tên bài hát                                                                                  | Đài        | Ref.   |
| ---- | -------------------------------------------------------------------------------------------- | ---------- | ------ |
| 2018 | สู้ซ่า (Soo Za) - cùng với Pattadon Janngeon & Phuwin Tangsakyuen                               | GMM Grammy | [ 21 ] |
| 2020 | ไม่กลัว (Mai Glua) - cùng với Perawat Sangpotirat & Purim Rattanaruangwattana                  | GMM Grammy | [ 22 ] |
| 2020 | ไปด้วยกัน..ไหม? (Bpai Duay Gan Mai) - cùng với Perawat Sangpotirat & Purim Rattanaruangwattana | GMM Grammy | [ 23 ] |
| 2020 | ยอดรัก ยอดไลก์ (Yotrak Yotlai)                                                                 | GMM Grammy | [ 24 ] |